# Edy Saiovici
Edy Saiovici est un directeur de théâtre français d'origine roumaine, né Eduard Saiovici le 26 novembre 1933 à Bucarest (Roumanie) et mort d'une sclérose latérale amyotrophique le 7 avril 2013 à Paris 15e. Il était marié depuis le 19 octobre 1977 à Mireille Gallienne.

## Biographie
Fuyant la dictature qui règne en Roumanie, la famille Saiovici s'installe à Paris en 1951. Edy Saiovici obtient un diplôme d'expert-comptable en 1953 et travaille d'abord aux Halles de Paris, à l'époque des pavillons Baltard où il acquiert une compétence de gestionnaire. Comme son collègue Michel Fagadau, il est naturalisé français. En 1960 il obtient le poste de directeur de la maison de prêt-à-porter « Créations Gisèle », mais sa passion est le théâtre et sa logistique. En 1968, Christian Le Guillochet et Laurent Terzieff, entre autres, construisent de leurs mains le Lucernaire. Le Guillochet passe une petite annonce pour recruter un administrateur.
Edy Saiovici se présente et entre ainsi pour la première fois dans le monde qu'il aimait tant et qu'il ne quittera plus durant près de soixante ans. Mais cela ne suffit pas pour vivre et il doit aussi travailler comme journaliste, éditeur et directeur commercial à la Compagnie française de presse (jusqu'en 1976) ; de plus, il gère simultanément le Studio Bertrand, cinéma d'art et d'essai du 7e arrondissement. C'est auprès de René Dupuy, qui dirige le théâtre Fontaine, qu'Edy Saiovici apprend le métier d'administrateur et de directeur de théâtre (1976-85). Mais en 1985 le théâtre Fontaine est vendu et Edy Saiovici devient directeur du théâtre Tristan-Bernard (cédé par Dominique Nohain en 1986) et du théâtre La Pépinière-Opéra (après 1998).

## Caractérisation
C'était surtout un découvreur d'auteurs, de metteurs en scène, de comédiens. Thierry Harcourt, qui monta à La Pépinière Shopping and Fucking de Mark Ravenhill, se souvient de lui : « Bien qu’il ne soit pas issu du monde du théâtre, Edy ne respirait que par le théâtre. C’était un homme inquiet mais bienveillant et positif. J’ai rarement connu un producteur qui vous soutienne autant et si intelligemment. Avec sa femme Mireille, son administratrice Béatrice et son attaché de presse Vincent, c’était une équipe incomparable ». Rien n'échappait au regard aiguisé d'Edy Saiovici, mais il n'utilisait jamais sa lucidité agressivement : sa vie lui avait appris la bienveillance et il ne tirait aucune arrogance de ses capacités et de sa position. Ni grand bourgeois, ni fortuné mais simplement passionné, il n'oubliait jamais ses débuts de réfugié. Saiovici était un homme discret, parlant rarement de son passé, qu'il n'évoquait que si cela pouvait inspirer un livret, par exemple la pièce Le fils du marchand de bois de son ami le dramaturge Michel Vainguer, décrivant la collectivisation en Roumanie, ses aspects tantôt tragicomiques, tantôt dramatiques (sujet également du film Au diable Staline, vive les mariés ! ). Edy Saiovici était un citadin jusqu'au bout des ongles, connecté à la société artistique de la capitale et estimant que pour réussir dans ce milieu, il fallait s'y donner entièrement et exclusivement. 
Edy Saiovici savait pourtant qu'il n'y a pas de recette unique pour le succès et reconnaissait que des spectacles auxquels il avait cru très fort, n'avaient pas trouvé leur public, mais ses savants dosages de programmation, son instinct, son sens du risque couplé à sa grande sagesse, firent sa réussite. Des auteurs et des groupes de comédiens nouveaux, des mises en scène inventives, lui ont créé un public. Inviter, inciter, former, voir grandir un public (et un public jeune, ce qui est de plus en plus rare au théâtre), tels furent les axes de son action.
Durant sa carrière, ce sont des dizaines d'artistes et de dramaturges (pour n'en citer que quelques-uns) qui ont bénéficié du savoir-faire et de la bienveillance d'Edy Saiovici, des Aviateurs avec Farid Chopel et Ged Marlon en 1986 au Scoop en 2013 : Daugreilh comme Notte, Caubère comme Assous, Dany Boon comme Dupontel, Besset comme Ribes, Gourio ou Louret, Sibleyras comme Bouillier ou Azzopardi... Edy Saiovici fait revivre le théâtre Tristan-Bernard, salle qu’il a rachetée en 1986 à Dominique Nohain. De ce théâtre du mythique Tristan Bernard, dont la photo noir et blanc, en géant barbu devant la façade du lieu, ornait toujours l’entrée, Edy Saiovici fit un temple de la comédie moderne en accueillant et en produisant en 1997 André le magnifique, puis les spectacles de Jean-Luc Revol, Jean-Luc Moreau, Pierre Notte, Gérald Sibleyras, Eric Assous, Marc Fayet parmi tant d’autres, et bien sûr le répertoire classique de Feydeau ou de Guitry, ainsi que de fameux auteurs étrangers comme Ayckbourn, Mamet, Pinter ou Stoppard.